# Kihachiro Uemura
Kihachirō Uemura (植村 喜八郎, Uemura Kihachirō), nascido em 5 de setembro de 1960 em Oita, é um ator e dublador japonês. Ele é mais conhecido por ter interpretado Dan (Green Flash) na série de tokusatsu Comando Estelar Flashman.

## História
Uemura começou a trabalhar com entretenimento na década de 1980, inspirado por Sonny Chiba, conseguindo o papel do Green Flash em 1986. Quatro anos depois, ele participou de outra série super sentai, desta vez, Chikyu Sentai Fiveman, onde interpretou o vilão Chevalier.
Entre 1992 e 1993, participou de episódios de Utau! Dairyugujou e Gridman, respectivamente.
Em 2012, fez uma participação especial reprisando seu papel de Flashman na série Gokaiger. No mesmo ano, ajudou a salvar a vida de um passageiro em um trem, fazendo reanimação cardiorrespiratória em um senhor de idade que teve uma parada cardíaca.
O ator costuma se juntar a outros colegas de elenco de Flashman para eventos especiais, tendo até já feito um evento online direcionado para o Brasil.
Uemura começou a atuar como seiyu (nome dado aos dubladores de animes no Japão), trabalhando em Digimon, Gundam, Full Metal Panic!, Detective Conan, e outros, mas é mais conhecido pel personagem Chaka, em One Piece.
Em 2022, atuou em Treasure B, uma série de ação feita diretamente para a internet.

O ator já esteve no Brasil em 2020, no Rio Matsuri e em 2022, no Ressaca Friends. Em 2024, retorna ao país para participar da Anime Friends.